# Département de Gracias a Dios
Le département de Gracias a Dios (en espagnol : Departamento de Gracias a Dios) est un des 18 départements du Honduras.

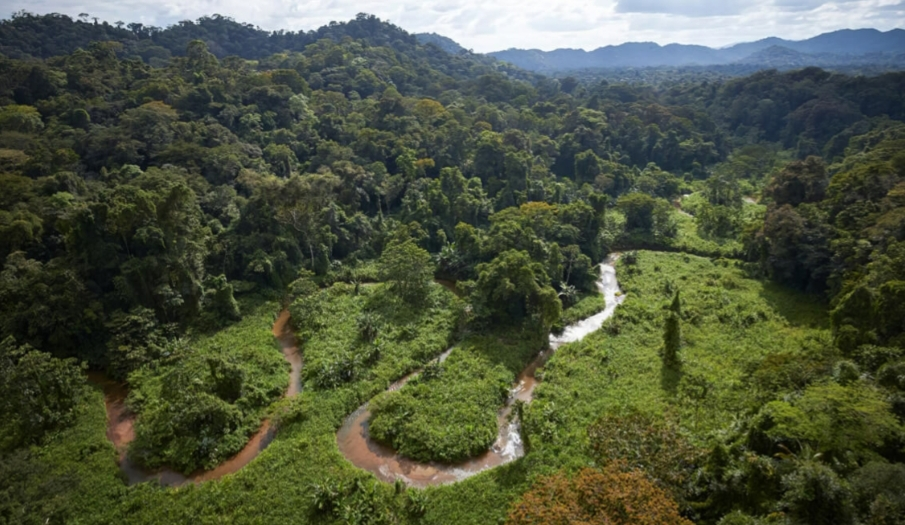

## Histoire
Le département a été créé en 1957, par suppression de l'ancien département de la Mosquitia et démembrement partiel des départements de Colón et de Olancho.

## Géographie
Le département de Gracias a Dios est limitrophe :
- au sud, de la république du Nicaragua,
- à l'ouest, des départements d'Olancho et de Colón.

Le département dispose en outre d'une façade maritime, au nord, sur la mer des Antilles.
Il a une superficie de 16 630 km2.

## Subdivisions
Le département comprend 6 municipalités :
- Ahuas
- Brus Laguna
- Juan Francisco Bulnes
- Puerto Lempira, chef-lieu (en espagnol : Cabecera)
- Ramón Villeda Morales
- Wampusirpi (ou Wampusirpe, ou Wampusipuare)

## Démographie
La population s'élève à 90 765 habitants au recensement de 2013.
La densité de population du département est de 5,5 hab./km2.